# Mime Jr.
Mime Jr. (japanski: マネネ Manene) jedan je od 1025 fiktivnih vrsta Pokémona iz medijske franšize Pokémon, skupa Pokémon videoigara, animiranih serija, manga stripova, knjiga, igraćih karata i drugih medija kojima je tvorac Satoshi Tajiri. Svrha je Mime Juniora u videoigrama, animiranoj seriji i manga stripovima, kao i svrha ostalih Pokémona, borba s divljim Pokémonima – neukroćenim stvorenjima koje igrači i likovi pronalaze dok kreću na razne avanture – i pripitomljenim Pokémonima drugih Pokémon trenera.
Mime Jr. jedan je od nekoliko prijevremeno otkrivenih Pokémona četvrte generacije, prije puštanja igara Pokémon Diamond i Pearl, za Nintendo DS konzolu, u prodaju.
Ime Mimea Juniora kombinacija je engleskih riječi "mime" = pantomima, u čemu ovaj Pokémon uživa, i "junior", što govori da je Mime Jr. zapravo mlađa verzija Mr. Mimea. Njegovo japansko ime, Manene, dolazi od japanske riječi za pantomimu, koja glasi "mane".

## Biološke karakteristike
Mime Jr. nalikuje na minijaturnog harlekina ili šaljivčinu, što mu zapravo i pristaje jer odlično opisuje njegovo ponašanje, kao i ponašanje njegovog evoluiranog oblika, Mr. Mimea. Može ga se usporediti i s klaunom, jer mu je nos velik, okrugao i crven, baš poput klaunovog. Istovremeno, Mime Jr. nalikuje na kornet sladoleda okrenutog naopačke, dok mu je šešir oblikovan kao šlag, što upotpunjuje njegovu sličnost sa sladolednim kornetom. 
Mime Jr. je veoma veseo i razigran Pokémon koji ima sklonost oponašanju kretnji i emocija Pokémona i ljudi koji se nalaze u njegovoj blizini. Isto tako, obožava izvoditi svoj vlastiti ples, koji je različit kod svakog Mime Juniora.

## U videoigrama
Mim Jr. dostupan je u igrama Pokémon Diamond i Pearl, iako je u Pokémon Diamond igri češći. Kao Pokémon Bebu, Mime Juniora može se dobiti uzgajanjem Mr. Mimea koji mora držati Neobični tamjan (Odd Incense). Mime Jr. će se razviti u bilo kojem trenutku kada nauči tehniku Mimike (Mimic). Pokémon je Beba Psihičkog/Vilinskog tipa (isključivo Psihičkog tipa prije 6. generacije). Može posjedovati novu Pokémon sposobnost Cjediljke (Filter), koja smanjuje moć napada koji su super učinkoviti protiv njega. 
Mime Jr. ima manje pojavljivanje u još jednoj igri koja je u prodaju puštena prije igara Pokémon Diamond i Pearl: u igri Pokémon Mystery Dungeon koja je namijenjena igranju na Game Boy Advance i Nintendo DS konzolama. U igri, Mime Jr. je statua koju igrač može osvojiti, uz statue Lucaria, Bonslyja i Weavilea.
U igrama Pokémon Diamond i Pearl, Mime Jr. dostupan je u divljini, uz ostale Pokémon Bebe.

## U animiranoj seriji
Mime Juniorovo prvo pojavljivanje u Pokémon animiranoj seriji bilo je u japanskom najavnom naslovu Battle Frontier epizoda Pokémon animirane serije, gdje Mime Jr. pleše zajedno s Timom Raketa. Ista je scena korištena u najavnom naslovu Advance Battle epizoda, sinkroniziranih epizoda treće sezone u Hoenn regiji, koja je puštana nekoliko mjeseci kasnije. Doduše, kako je sinkronizacija zaostajala godinu dana za japanskim epizodama, Mime Jr. se Timu Raketa pridružio nakon mjesec dana od njegova pojavljivanja u najavnom naslovu. Isto tako, ubrzo nakon prvog prikazivanja Advance Battle epizode u Americi, najavni je naslov promijenjen te je pojavljivanje Mimea Juniora izrezano, kao i pojavljivanje Weavilea koji se pojavljuje u istoj sceni, i pojavljivanje Lucaria u narednoj sceni, ostavljajući scenu u kojoj se Tim Raketa prepadne od ničega. Te su dvije scene promijenjene i u najavnom naslovu u Japanu, gdje je umjesto Mimea Juniora dodan Dustox (i Tim Raketa ne biva isprepadan), a scena s Lucariom zamijenjena je scenom temeljenom na slici s kutije Pokémon Mystery Dungeon igara, koje su u Japanu puštene u prodaju isti dan kada su ove scene promijenjene.
Prvo pravo pojavljivanje Mimea Juniora u Pokémon animiranoj seriji (nakon njegova pojavljivanja u osmom Pokémon filmu) bilo je u drugoj epizodi Pokémon: Battle Frontier sezone, imena "Sweet Baby James". Pripadao je ljudima koji su čuvali ljetnikovac Jamesove obitelji, ali je Mime Jr. odlučio putovati zajedno s Jamesom te je sam uskočio u jednu od Jamesovih praznih Poké lopti (uhvativši sam sebe poput Mistyinog Psyducka), nakon što je James tamo ostavio svog bolesnog Chimechoa. Geg Mimea Juniora jest stalno oponašanje kretnji drugih koji se nalaze u njegovoj blizini, ili ponavljajući njihove izraze, iako to najčešće čini s Jamesom.

### Pojavljivanja u Pokémon filmovima
Prvo pojavljivanje Mimea Juniora bilo je zapravo u osmom Pokémon filmu Pokémon: Lucario and the Mystery of Mew, prije gore spomenute epizode. U filmu, Mime Jr. je Pokémon kraljice Irene u Cameron palači.
U nekoliko scena tijekom filma, Mime Jr. oponaša postupke ljudi koji ga okružuju, uključujući Brocka kada je ovaj prvi put upoznao Kidd i u nju se zaljubio na prvi pogled, što je jedan od glavnih Brockovih gegova (kao i svih gegova u Pokémon animiranoj seriji). Ovi su postupci Mimea Juniora zapravo rađeni u čast pantomimičarskim sposobnostima njegovog evoluiranog oblika: Mr. Mimea. 